# انصار (کبودرآهنگ)
انصار (کبودراهنگ)، روستایی از توابع بخش گل‌تپه شهرستان کبودرآهنگ در استان همدان ایران است.

## جمعیت
این روستا در دهستان مهربان سفلی قرار دارد، و بر اساس سرشماری مرکز آمار ایران در سال ۱۳۹۵، جمعیت آن ۱۲۸ نفر (۴۱ خانوار) بوده‌ است.